# Tụ Nhân
Tụ Nhân là một xã thuộc huyện Hoàng Su Phì, tỉnh Hà Giang, Việt Nam.

## Địa lý
Xã Tụ Nhân là xã cách trung tâm huyện lỵ 5 km, có vị trí địa lý:
- Phía đông giáp xã Tân Tiến và xã Bản Luốc
- Phía tây giáp xã Pờ Ly Ngài và xã Chiến Phố
- Phía nam giáp xã Bản Luốc và xã Sán Xả Hồ
- Phía bắc giáp thị trấn Vinh Quang và xã Chiến Phố.

Xã Tụ Nhân có diện tích 25 km², dân số năm 2019 là 3.647 người, mật độ dân số đạt 146 người/km².

## Hành chính
Xã Tụ Nhân được chia thành 5 thôn: Bản Cậy, Hu, Án, Cán, U Sử.

## Lịch sử
Dưới thời Pháp thuộc, Hoàng Su Phì (Tức Hoàng Thụ Bì) gồm tổng Tụ Nhân: Gồm các xã Bản Luốc, Ho Tao, Trung Thịnh, Tụ Nhân.
Ngày 30 tháng 4 năm 1962, dưới chính thể mới của nước Việt Nam dân chủ cộng hoà, một số xã của Hoàng Su Phì được chia thành nhiều xã nhỏ, trong đó: chia xã Tụ Nhân thành năm xã: Bản Phùng, Bản Máy, Bản Pắng, Nàn Sỉn, Thàng Tín.